# Hermann Ditmar
Ernst Hermann Ditmar (* 5. Januar 1858 in Annaburg/Kreis Torgau; † 21. Februar 1934 in Berlin) war ein deutscher Architekt und preußischer Baubeamter.

## Leben
Hermann Ditmar besuchte das Gymnasium in Torgau und die Königliche Realschule in Berlin, wo er im Herbst 1868 die Abschlussprüfung machte. Er begann als Baueleve, nahm 1870 am Feldzug im Deutsch-Französischen Krieg teil, bei dem er verwundet wurde. Danach studierte er das Baufach und legte 1873 die Bauführerprüfung ab. Als Anerkennung für die gezeigten Leistungen erhielt eine Reiseprämie. 1874 wurde er bei der königlichen Baukommission in Berlin als Bauführer vereidigt. Nach bestandener Baumeisterprüfung war er als Regierungsbaumeister beim Ministerium der öffentlichen Arbeiten beschäftigt und wurde 1885 zum Landbauinspektor ernannt. 1886 wurde ihm eine Stelle als technischer Hilfsarbeiter im Ministerium der geistlichen, Unterrichts- und Medizinalangelegenheiten verliehen, wo er als Assistent von Paul Spieker arbeitete. 1894 wurde ihm der Charakter als Baurat verliehen.

## Ehrungen
- 1893: Roter Adlerorden IV. Klass[9]
- 1901: Roter Adlerorden III. Klasse mit Schleife[10]

## Bauten
- 1880–1882: Universitäts-Frauenklinik in Berlin-Mitte, Artilleriestraße 19–20 (heute Tucholskystraße 2) / Ecke Ziegelstraße (beteiligt an der Bauleitung zusammen mit Wilhelm Haeger, nach Entwurf von Gropius & Schmieden; Baudenkmal)[11][12]
- 1884–1885: Leichenschauhaus in Berlin-Mitte, Hessische Straße 6 (besondere Bauleitung)[13][14]
- 1886–1893: Königliche Observatorien für Astrophysik, Meteorologie uns Geodäsie auf dem Telegraphenberg bei Potsdam (Entwurfsbeteiligung als Assistent von Spieker)[15]
- 1888–1889: Urania-Gebäude am Ausstellungspark, Berlin-Mitte, Invalidenstraße 57 (Planbearbeitung und Bauleitung unter Oberleitung von Spieker; Bauausführung durch Regierungsbaumeister André; nicht erhalten)[16]
- 1890–1892: Kur- und Neumärkische Haupt-Ritterschafts-Direction, Berlin-Mitte, Mohrenstraße 66 (Entwurf; Baudenkmal)[17]